# Бјерднова сага
Бјерднова сага (исл. Bjarnar saga), позната и као Сага о Бјердну, витезу из Хитардала (исл. Bjarnar saga Hítdælakappa) једна је од средњовековник исландских сага из Сага о Исланђанима. Настала је вероватно почетком XIII века, а комплетан оригинални текст није сачуван до данашњих дана. Највећи део текста је сачуван на пергаментима из XIV и с почетка XVII века, а први пут је штампан у Копенхагену 1847. године. Има 34 поглавља.
Главни протагониста саге је исландски скалд (средњовековни песник) Бјердн, потомак Егила Скадлгримсона (Егилова сага), рођен 989. године. Као младић Бјердн одлази на путовање и оставља своју будућу невесту која је била у обавези да га чека наредне три године. Током боравка у Норвешкој Бјердн упознаје другог скалда Торда који постаје његов близак пријатељ. Бјердново учешће у викиншким освајањима по Русији и Британији Торд је искористио да његовој невести пошаље лажну вест о његовој смрти и тако је ослободи обавезе да га чека до повратка са путовања, односно да се уда за њега. По повратку на Исланд долази до окршаја између њих двојице, а сага завршава Бјердновом смрћу од Тордове руке. 
У једном од пасуса првобитне верзије саге налази се дрвена кора на којој се налази гравура која описује анални секс између двојице мушкараца. 
Сада се помиње још једва ствар која је пронађена међу предметима које је Тордур оставио иза себе на обали, и тај предмет више није деловао пријатељски. Била су двојица мушкараца, а један од њих је носио плави шешир. Били су нагети, а један је гледао у даљину нагет преко овог другог. То се сматрало ужасним открићем и сви су се сложили да су обојица били у лошем положају, али је један ипак био у знатно ужаснијој позицији.